# Bornan
Bornan är en sjö i Norrtälje kommun i Uppland och ingår i Skeboån-Broströmmens kustområde. Sjön har en area på 2,67 kvadratkilometer och ligger 16,1 meter över havet.

## Delavrinningsområde
Bornan ingår i det delavrinningsområde (665554-166406) som SMHI kallar för Utloppet av Bornan. Medelhöjden är 21 meter över havet och ytan är 9,44 kvadratkilometer. Räknas de 3 avrinningsområdena uppströms in blir den ackumulerade arean 35,55 kvadratkilometer. Avrinningsområdets utflöde mynnar i havet. Avrinningsområdet består mestadels av skog (60 procent). Avrinningsområdet har 2,66 kvadratkilometer vattenytor vilket ger det en sjöprocent på 28,1 procent.